# Saka (Kohtla)
Koordinaten: 59° 26′ N, 27° 14′ O

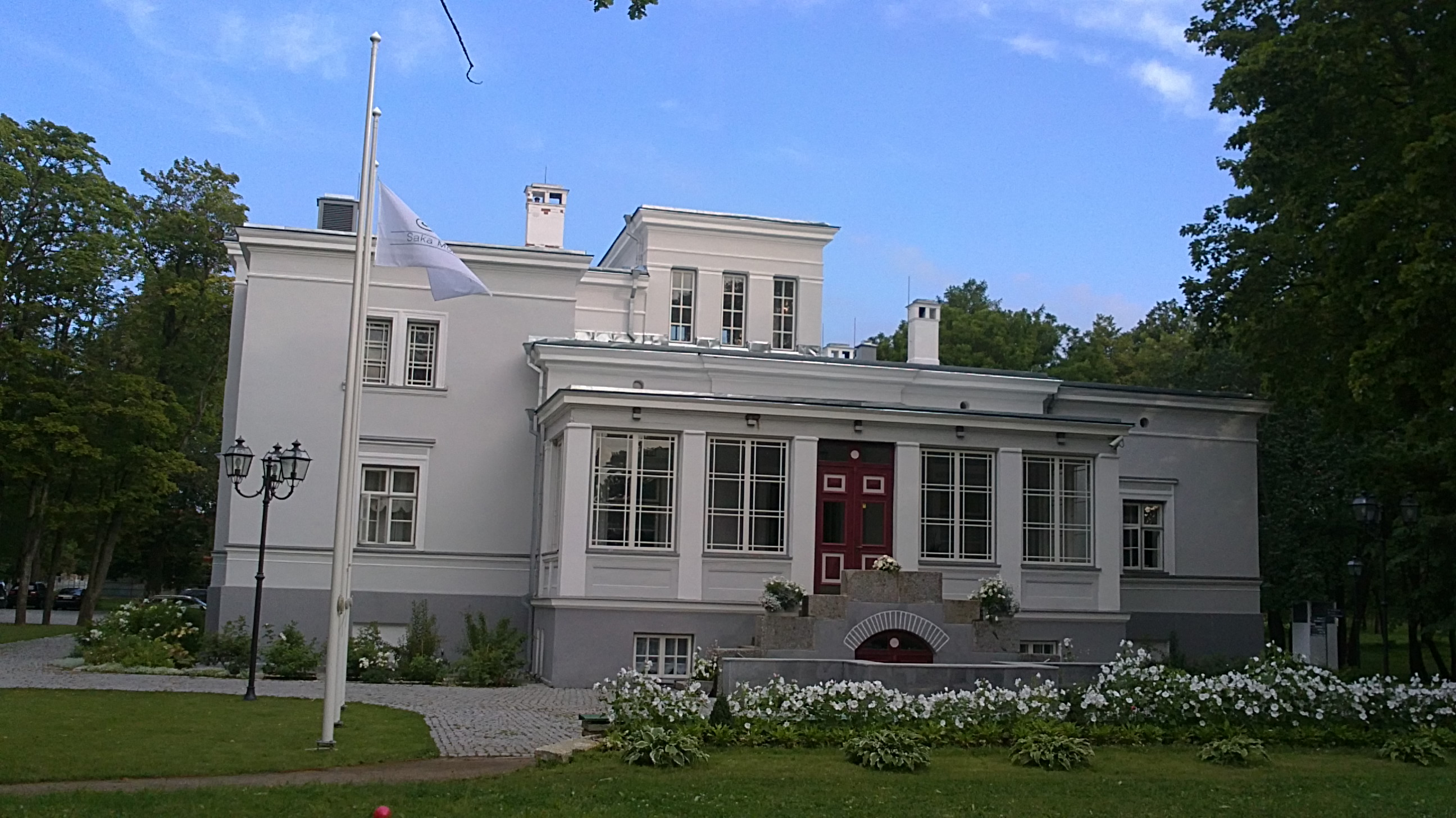
Herrenhaus Sackhof in Saka

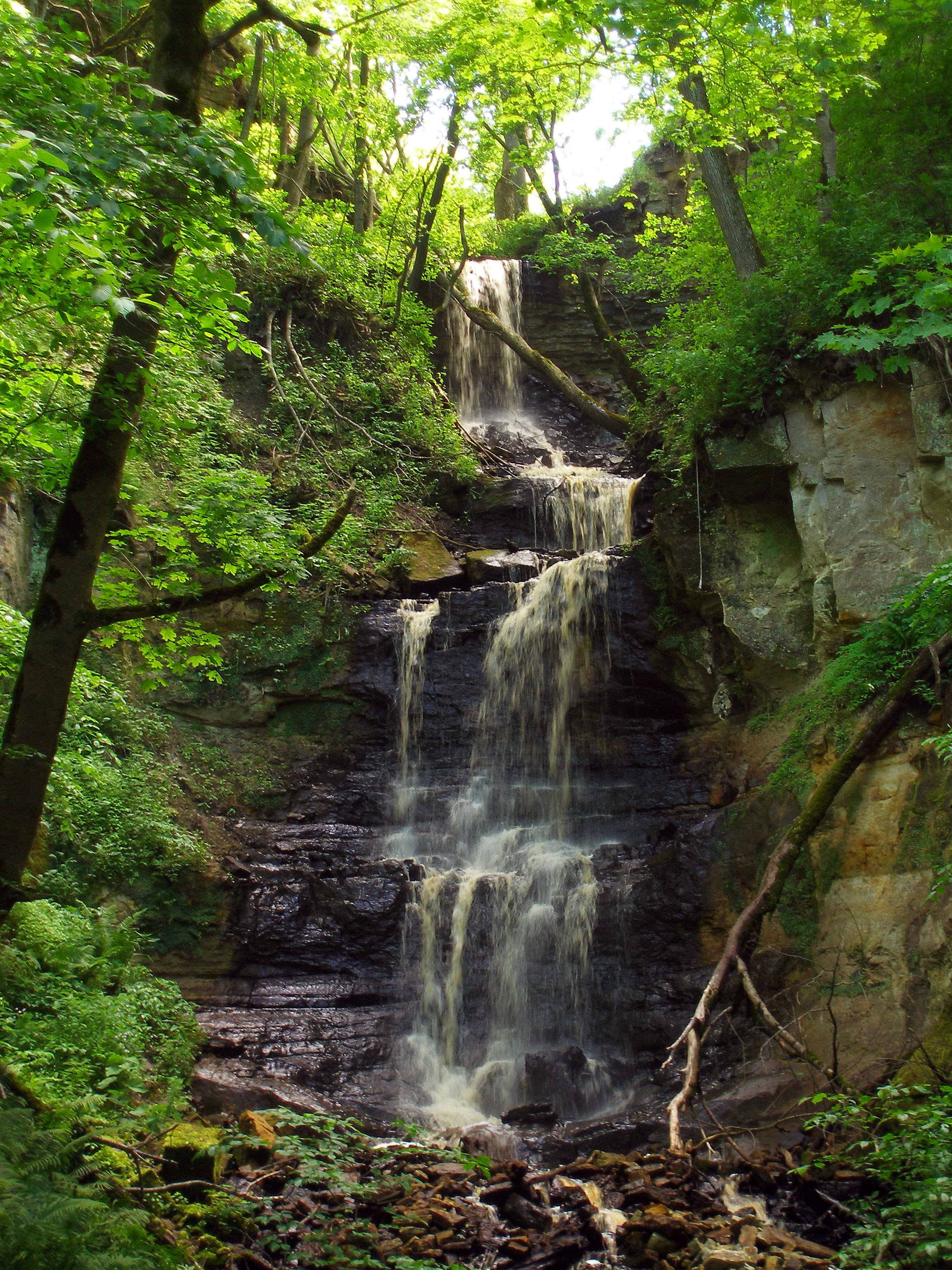
Der Saka-Wasserfall

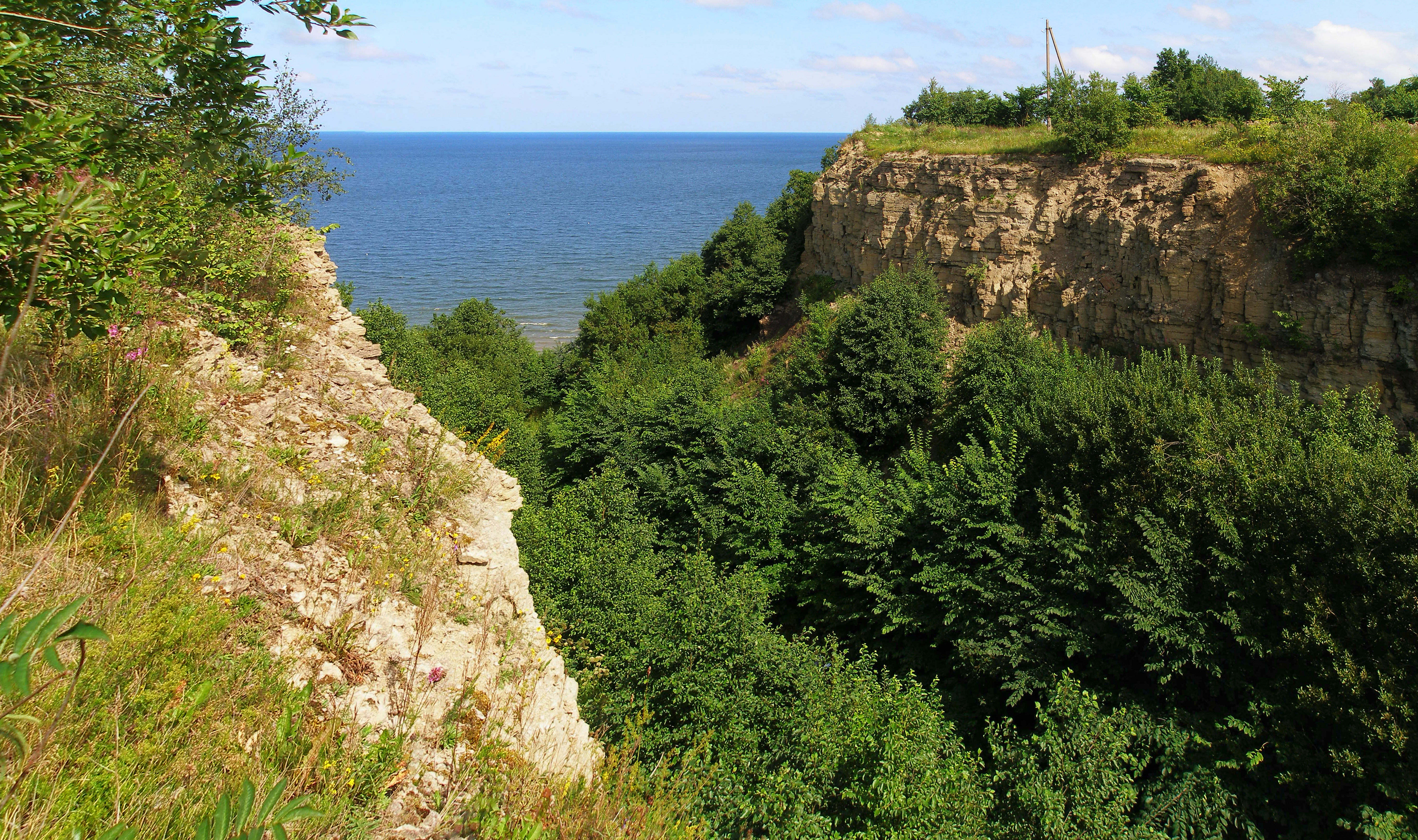
Blick von Saka auf den Finnischen Meerbusen

Saka (deutsch Sackhof) ist ein Dorf (estnisch küla) in der Landgemeinde Kohtla (Kohtla vald). Es liegt im Kreis Ida-Viru (Ost-Wierland) im Nordosten Estlands.

## Beschreibung und Geschichte
Das Dorf hat 133 Einwohner (Stand 1. Januar 2010). Es liegt zehn Kilometer nördlich der Stadt Kohtla-Järve an der estnischen Ostsee-Küste.
Am Klint befindet sich der 47,5 Meter hohe Saka-Wasserfall (Saka joastik), der aus drei größeren und mehreren kleineren Kaskaden besteht. Die Wasserzufuhr wurde Mitte des 19. Jahrhunderts über einen zwei Meter tiefen Graben künstlich angelegt.
Saka wurde erstmals 1241 im Liber Census Daniae urkundlich erwähnt. Ein erstes Gut entstand wahrscheinlich um diese Zeit. Im Mittelalter wurde es zu einer Vasallenburg oder einem befestigten Wohnhaus ausgebaut. Allerdings sind keine baulichen Spuren mehr vorhanden.

## Gut Saka
Das Rittergut von Saka ist an anderer Stelle seit dem 17. Jahrhundert nachgewiesen. 1629 schenkte der schwedische König Gustav II. Adolf das Gut dem aus Schottland stammenden Jörgen Letzle (John Leslie). Nach seinem Tod 1651 ging es auf den Sohn Rittmeister Alexander Wilhelm Leslie (ca. 1631–1667) und von diesem auf den Enkel Alexander Wilhelm von Leslie (ca. 1658–1721) über. Letzterer war Oberst in der Armee des Herzogs Georg Ludwig von Braunschweig-Lüneburg, der ab 1714 auch als Georg I. (Großbritannien) König von Großbritannien regierte. Danach blieb das Gut noch im Besitz von Angehörigen der Familie Leslie, die es 1646 an die baltische Adelsfamilie Wrangel verkauften. Nach dem Tod des Majors, Kreishauptmanns und Hakenrichters Jürgen Gustav von Wrangel im Jahre 1809 wurde es von der adligen, ursprünglich in Schottland beheimateten Familie Löwis of Menar erworben, die es bis zur Enteignung im Zuge der estnischen Landreform 1919 besaß.
Das zweigeschossige Herrenhaus im klassizistischen Stil wurde als Zentrum des Guts 1864 fertiggestellt. Charakteristisch für das Gebäude war der Mittelturm mit seinen hohen, engen Fenstern.
Mit der Besetzung Estlands durch die Rote Armee zogen in das Herrenhaus zunächst ein Pionierlager und anschließend die sowjetischen Grenztruppen ein. Sie erklärten das an der Steilküste gelegene Gelände zum militärischen Sperrgebiet.
Die Gebäude und der weitläufige Park des Guts haben sich bis heute erhalten. Sie wurden nach Wiedererlangung der estnischen Unabhängigkeit im Jahr 2000 teils aufwändig restauriert und vom estnischen Staat an einen Privateigentümer verkauft. Heute befindet sich in einem Nebengebäude des Guts ein Wellnesshotel. Im Herrenhaus soll ein Besucherzentrum für die Steilküste Nordestlands entstehen.

## Saka-Hort
Der Saka Hort ist ein 2015 in Saka von einem Sondengänger entdeckter Silberhort. Er besteht aus zwei Halsringen mit einem Gewicht von 193 Gramm (6,8 oz) bzw. 150 Gramm (5,3 oz) und zwei Spiralringen aus Silber mit einem Gewicht von 104 Gramm (3,7 oz) bzw. 102 Gramm (3,6 oz). Die Archäologen entdeckten in der Nähe des Fundorts keine Spuren einer Siedlung. Da der Silberhort keine Münzen enthielt, wurde er anhand stilistischer Kriterien datiert. Schätzungen zufolge wurde der Schatz im frühen 12. oder im 11. Jahrhundert deponiert. Der Fund deutet darauf hin, dass der Schatz absichtlich vergraben wurde.

## Persönlichkeiten
- Arnold Terijõe (1902–1937?), Schriftsteller